# Przykładnica
Przykładnica – przyrząd kreślarski w postaci długiego liniału ze stałą lub ruchomą poprzeczką (poprzeczną listwą) na jednym końcu. Wykorzystując krawędź rysownicy jako prowadnicę, czyli przesuwając wzdłuż krawędzi rysownicy poprzeczkę przykładnicy, można rysować linie równoległe. Z kolei wykorzystując liniał jako prowadnicę trójkąta rysunkowego (lub zestawu trójkątów) można rysować linie prostopadłe lub pod kątem.
Do rysowania linii równoległych i pod kątem służą też: liniał rolkowy, kątownica rysunkowa.

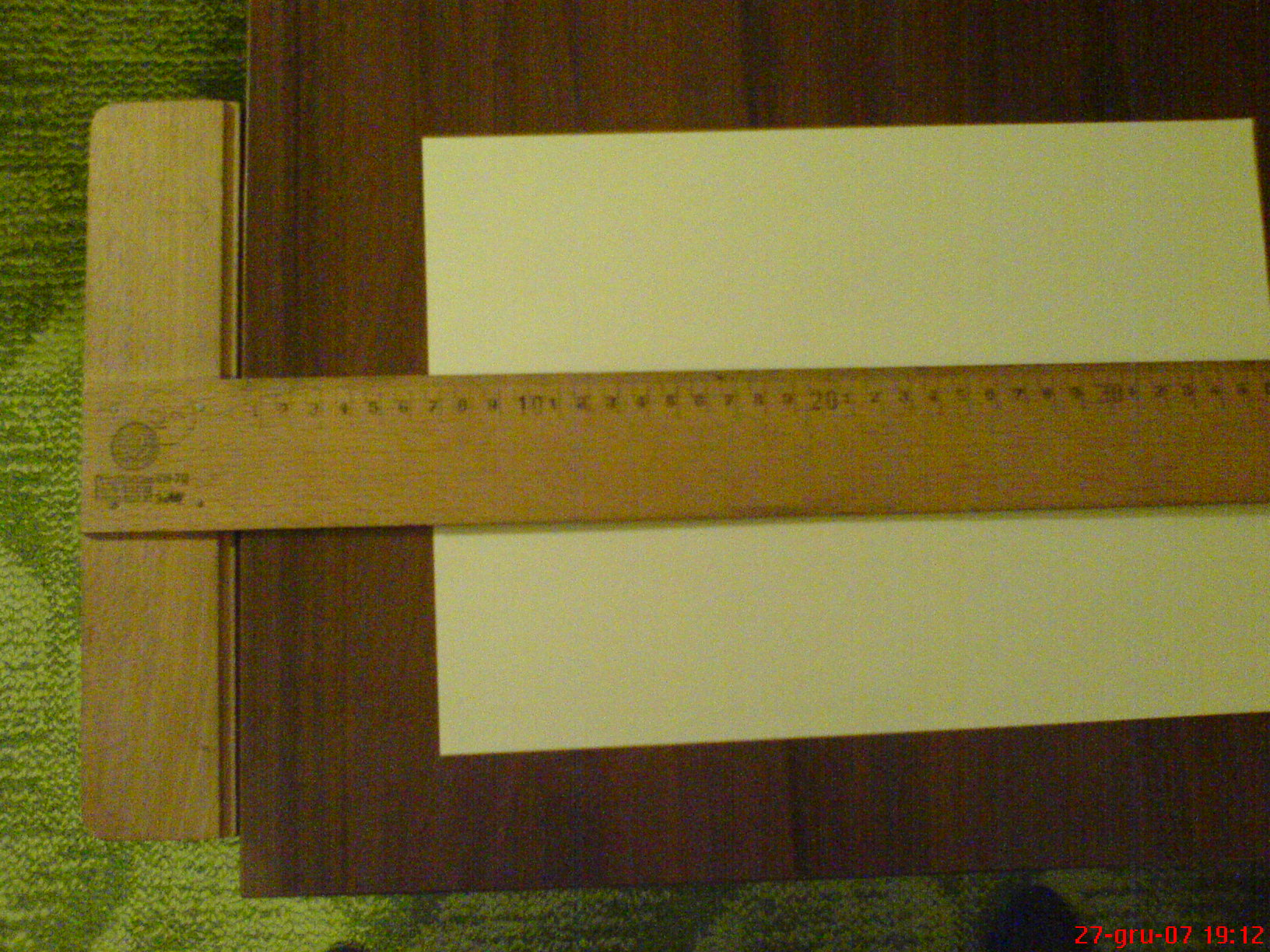
przykładnica